# Округ Пајк (Охајо)
Округ Пајк (енгл. Pike County) је округ у америчкој савезној држави Охајо.

## Демографија
По попису из 2010. године број становника је 28.709, што је 1.014 (3,7%) становника више него 2000. године.
| Група             | 2000.          | 2010.          |
| Белци             | 26.666 (96,3%) | 27.610 (96,2%) |
| Афроамериканци    | 246 (0,9%)     | 258 (0,9%)     |
| Азијати           | 51 (0,2%)      | 55 (0,2%)      |
| Хиспаноамериканци | 155 (0,6%)     | 207 (0,7%)     |
| Укупно            | 27.695         | 28.709         |